# حزب چپ (ترکیه)
حزب چپ یا سول پارتی (به ترکی: Sol Parti) یک حزب سیاسی سکولار و سوسیالیست در کشور ترکیه است. این حزب در ابتدا با نام حزب همبستگی و آزادی (به ترکی: Özgürlük ve Dayanışma Partisi - ÖDP) تأسیس شد، اما در کنگرهٔ فوق‌العادهٔ هشتم که در ۲۲ دسامبر ۲۰۱۹ در آنکارا برگزار شد تصمیم گرفت نام خود را به حزب چپ تغییر بدهد.
اگرچه رهبری حزب چپ پس از تأسیس آن میراث حزب سلف خود یعنی حزب همبستگی و آزادی (ÖDP) را که بیشتر به سوسیالیسم لیبرترین و تکثرگرایی ایدئولوژیک سیاسی متمایل بود به‌طور کامل رد نمی‌کرد، اما حزب چپ تمایل داشت که خود را از گذشته متمایز کند. این حزب اکنون به اصول هدایت‌کنندهٔ سیاست سوسیالیستی (از قبیل مالکیت عمومی، عدالت اجتماعی، و برابری) وفادار است، ایده‌ها و دستاوردهای تاریخی سنت مارکسیستی و چپ انقلابی در ترکیه را می‌پذیرد (به‌طور مشخص‌تر کادرهای حزب که متشکل از سمپات‌ها و مبارزان سابق جنبش چپ رادیکال راه انقلابی در دههٔ ۱۹۷۰ هستند)، و عناصری از پوپولیسم چپ را نیز در مانیفست خود وارد کرده‌است.
نه حزب چپ و نه سلف آن حزب همبستگی و آزادی در عرصهٔ انتخابات موفقیت قابل توجهی کسب نکرده‌اند. این حزب هرگز نتوانسته از حد نصاب انتخاباتی برای ورود به پارلمان ترکیه که به میزان ۱۰ درصد تعیین شده عبور نماید و به همین دلیل نیز تاکنون فرصتی برای داشتن کرسی در پارلمان به عنوان یک حزب را به دست نیاورده‌است. با این وجود حزب تاکنون چندین کارزار سیاسی با هدف به وجود آوردن یک اپوزیسیون خارج از پارلمانی در ترکیه به راه انداخته که اغلب به همراه گروه‌ها و احزاب چپ‌گرای دیگر، سازمان‌های جامعهٔ مدنی و اتحادیه‌های کارگری بوده‌است. همچنین در انتخابات‌های محلی مختلفی موفقیت‌های کوچکی در مکان‌هایی مانند هوپا به دست آورده‌است.
حزب چپ هم‌اکنون توسط یک رهبر مشخص رهبری نمی‌شود، بلکه رهبری آن در دست هیئت رئیسان است که از چهار عضو تشکیل شده که در حال حاضر اوندَر ایشلَیَن (رهبر رسمی)، پَلین بکتاش، چیچک چاتال‌کایا و ایلکنور باشَر اعضای ان را تشکیل داده‌اند.
حزب چپ در حزب چپ اروپا عضویت دارد و در سطح ملی نیز عضو جنبش متحد ژوئن محسوب می‌شود.

## تاریخچه
در سال ۱۹۹۶ حزب آزادی و همبستگی از ادغام چندین گروه چپ‌گرا تشکیل شد. این حزب در نخستین حضور انتخاباتی عمدهٔ خود در انتخابات عمومی ۱۹۹۹ توانست ۰/۸٪ آرا را به دست بیاورد که بسیار پایین‌تر از حد نصاب انتخاباتی ۱۰ درصدی لازم برای داشتن کرسی در پارلمان ترکیه است. پس از آن بحرانی داخلی در داخل حزب به وجود آمد و در سال ۲۰۰۱ گروه‌های بنیانگذار حزب آن را ترک کردند. در انتخابات سال ۲۰۰۲ سهم حزب از آرای عمومی به ۰/۳٪ سقوط کرد.
حزب آزادی و همبستگی در انتخابات محلی ۲۰۰۴ توانست شهرداری دو شهر را در استان‌های آرتوین و یوزغاد به دست بیاورد. دراین انتخابات حزب آزادی و همبستگی به ائتلاف انتخاباتی با حزب حامی کُردهای دموکراتیک خلق (DEHAP) و حزب سوسیال دموکرات خلق (SHP) پیوست. در انتخابات محلی بعدی که در سال ۲۰۰۹ برگزار شد، مدحت نهیر تنها کاندیدای موفق حزب آزادی و همبستگی در کل کشور بود که توانست ۱۷٬۷۲۳ رأی معادل با ۰/۰۴٪ از کل آرا در سراسر کشور را به دست آورده و به شهرداری منطقهٔ سمعان‌داغ برسد.
در انتخابات سراسری ۲۰۰۷، افق اوراس که در آن زمان رهبر حزب بود به عنوان نمایندهٔ مستقل به مجلس راه یافت. حزب برای حمایت از نامزدهای چپ‌گرایی که به صورت مستقل وارد انتخابات شده‌بودند، در بسیاری از حوزه‌های انتخابیه نامزدی معرفی نکرده‌بود. در مجموع فهرست‌های حزب در مناطق مختلف ۰/۱۵٪ از آرای مردم را به دست آوردند.
در کنگرهٔ ششم حزب آزادی و همبستگی که در ۲۰ ژوئن ۲۰۰۹ برگزار شد، آلپر تاش که تنها نامزد رهبری حزب بود به این سمت انتخاب شد. علاوه بر مباحثاتی دربارهٔ برخی موضوعات سیاسی، شورای حزب نیز که متشکل از شصت نفر بود تعیین شد. در این کنگره سیگنال‌هایی مشاهده شد که حزب مشی ضدسرمایه‌داری و ضدامپریالیستی خواهد داشت.
افق اوراس رئیس قبلی حزب آزادی و همبستگی در ۱۹ ژوئن ۲۰۰۹ در حالی که تنها یک روز به کنگره مانده بود استعفا کرد. اوراس در جریان یک کنفرانس خبری در پارلمان گفت: «ما به همراه [گروه] 'چپ آزادی' که با همدیگر در تأسیس حزب فعالیت کرده‌ایم و در زمان‌های مختلف مناصب متعددی را در حزب آزادی و همبستگی بر عهده داشته‌ایم، استعفایمان را از مدیریت شاخهٔ منطقه‌ای و استانی، از عضویت در شورای حزب، و کمیته‌های فرماندهی و انتظامی مرکزی که از بدو تأسیسش برای آن میتینگ تاریخی مبارزه کردیم که ساختارهای موجود را انکار می‌کرد، اعلام می‌کنیم».
در کنگرهٔ فوق‌العادهٔ هشتم حزب که در ۲۲ سپتامبر ۲۰۱۹ برگزار شد، نام حزب به حزب چپ تغییر داده‌شد.

## گرایش‌ها
پلاتفرم سوسیالیستی لیبرترین در درون حزب آزادی و همبستگی جانشین جنبش چپ رادیکال راه انقلابی است. گروه‌های کوچک دیگر عبارت‌اند از راه نو (عضو دبیرخانهٔ متحد بین‌الملل چهارم)، جنبش آزادیبخش (که در سال ۲۰۰۲ به حزب دموکراسی سوسیالیستی پیوست)، اوداک که با جنبش مقاومت در ارتباط است (با عنوان جبهه-حزب آزادیبخش خلق ترکیه/راه سوم تأسیس شد و در سال ۲۰۰۲ به حزب دموکراسی سوسیالیستی پیوست)، و جنبش کار سوسیالیستی. پلاتفرم چپ لیبرترین، گرایشی که پشتیبان افق اوراس بود، در ژوئن ۲۰۰۹ از حزب خارج شد و یکی از گروه‌هایی بود که در تأسیس حزب دموکراتیک خلق‌ها مشارکت کرد.

## شرکت در انتخابات
- انتخابات‌های سراسری[۱۰]

| سال  | آرا     | درصد آرا |
| ۱۹۹۹ | ۲۴۸٬۵۵۳ | ٪ ۰/۸۰   |
| ۲۰۰۲ | ۱۰۵٬۸۶۲ | ٪ ۰/۳۴   |
| ۲۰۰۷ | ۵۲٬۱۹۵  | ٪ ۰/۱۵   |

- انتخابات‌های محلی

| سال  | آرا     | درصد آرا |
| ۱۹۹۹ | ۲۶۳٬۸۱۴ | ٪ ۰/۸۴   |
| ۲۰۰۴ | ۱۲٬۰۲۶  | ٪ ۰/۰۴   |
| ۲۰۰۹ | ۶۲٬۹۰۹  | ٪ ۰/۱۵   |